# Colias sieversi
Colias sieversi is een vlindersoort uit de familie van de Pieridae (witjes), onderfamilie Coliadinae.
Colias sieversi werd in 1887 beschreven door Grum Grshimaïlo.